# Maesa papuana
Maesa papuana är en viveväxtart som beskrevs av Otto Warburg. Maesa papuana ingår i släktet Maesa och familjen viveväxter. Inga underarter finns listade i Catalogue of Life.